# Carlos Ripoll Martínez de Bedoya
Carlos Ripoll i Martínez de Bedoya (Palma, Mallorca, 5 d'abril de 1958) és un advocat i polític mallorquí, diputat al Parlament Europeu i senador.
Llicenciat en dret. Militant del Partit Popular, ha estat regidor i tinent d'alcalde de l'ajuntament de Palma de 1987 a 1999. Durant aquest període fou tinent d'alcalde d'Urbanisme, primer Tinent d'Alcalde de l'Ajuntament i portaveu del Grup Municipal del PP a l'ajuntament.
Fou elegit diputat a les eleccions al Parlament Europeu de 1999. De 1999 a 2004 fou membre de la Comissió de Política Regional, Transports i Turisme del Parlament Europeu A les eleccions generals espanyoles de 2004 fou escollit senador per Mallorca. Ha estat viceportaveu de les Comissions d'Afers Iberoamericans i de Recerca Científica, Desenvolupament i Innovació Tecnològica del Senat.